# 107 Piscium
Désignations
107 Piscium est une étoile située à 24,8 années-lumière de la Terre dans la constellation des Poissons.
C'est une naine orange de type spectral K1 V. Elle a une taille de 80 % et une luminosité de 37 % celle du Soleil.